# تلکی تپه
تلکی تپه * مربوط به دوران‌های تاریخی پس از اسلام است و در شهرستان درگز، جنوب یاریم تپه واقع شده و این اثر در تاریخ ۲۳ فروردین ۱۳۴۶ با شمارهٔ ثبت ۶۷۹ به‌عنوان یکی از آثار ملی ایران به ثبت رسیده است.